# 브리타닉호의 위기
브리타닉호의 위기(Juggernaut)는 영국에서 제작된 리처드 레스터 감독의 1974년 영화이다. 리처드 해리스 등이 주연으로 출연하였고 데이비드 V. 피커 등이 제작에 참여하였다.
방영명은 브리테닉호의 영웅이다.

## 출연

### 주연
- 리처드 해리스
- 오마 샤리프

### 조연
- 데이빗 헤밍스
- 안소니 홉킨스
- 셜리 나이트
- 이안 홈
- 클리프톤 제임스
- 로이 키니어
- 마크 번즈
- 존 스트라이드
- 프레디 존스
- 줄리안 글로버

## 제작진
- 미술: 테렌스 마쉬
- 의상: 에반젤린 해리슨